# Fedde Leysen
Fedde Leysen, né le 9 juillet 2003 à Geel en Belgique, est un footballeur belge qui joue au poste de défenseur à l'Union Saint-Gilloise.

## Biographie

### En club
Fedde Leysen est formé successivement au KSAV Sint-Dimpna (nl), au KVC Westerlo, puis à l'OH Louvain. En 2019, il intègre l'académie du PSV Eindhoven, où il progresse jusqu'à l'équipe réserve, le Jong PSV. Il y signe son premier contrat professionnel fin mai 2020. Entre 2020 et 2023, il dispute 54 matchs et inscrit 5 buts avec le Jong PSV en Eerste Divisie, le championnat de deuxième division néerlandaise.
Le 1er juillet 2023, il signe un contrat de trois ans avec l'Union Saint-Gilloise, avec une option pour une année supplémentaire.

### En sélections nationales
Fedde Leysen représente la Belgique en catégories de jeunes. Il compte des sélections avec les équipes des moins de 16 ans, moins de 17 ans, moins de 19 ans, moins de 20 ans et avec les espoirs, avec qui il participe aux qualifications pour le Championnat d'Europe espoirs en 2023.

## Statistiques

### En club
| Saison                | Club                  | Championnat           | Championnat | Championnat | Championnat | Coupe(s) nationale(s) | Coupe(s) nationale(s) | Coupe(s) nationale(s) | Supercoupe | Supercoupe | Supercoupe | Compétition(s) continentale(s) | Compétition(s) continentale(s) | Compétition(s) continentale(s) | Compétition(s) continentale(s) | Autres compétitions | Autres compétitions | Autres compétitions | Autres compétitions | Total | Total | Total |
| Saison                | Club                  | Division              | M.          | B.          | P.d.        | M.                    | B.                    | P.d.                  | M.         | B.         | P.d.       | Comp.                          | M.                             | B.                             | P.d.                           | Comp.               | M.                  | B.                  | P.d.                | M.    | B.    | P.d.  |
| 2020-2021             | Jong PSV              | Eerste Divisie        | 2           | 0           | 0           | -                     | -                     | -                     | -          | -          | -          | -                              | -                              | -                              | -                              | -                   | -                   | -                   | -                   | 2     | 0     | 0     |
| 2021-2022             | Jong PSV              | Eerste Divisie        | 19          | 3           | 1           | -                     | -                     | -                     | -          | -          | -          | -                              | -                              | -                              | -                              | -                   | -                   | -                   | -                   | 19    | 3     | 1     |
| 2022-2023             | Jong PSV              | Eerste Divisie        | 32          | 2           | 0           | -                     | -                     | -                     | -          | -          | -          | -                              | -                              | -                              | -                              | -                   | -                   | -                   | -                   | 32    | 2     | 0     |
| Sous-total            | Sous-total            | Sous-total            | 53          | 5           | 1           | -                     | -                     | -                     | -          | -          | -          | -                              | -                              | -                              | -                              | -                   | -                   | -                   | -                   | 53    | 5     | 1     |
| 2023-2024             | Union Saint-Gilloise  | Division 1A           | 4           | 0           | 0           | 3                     | 1                     | 0                     | -          | -          | -          | C3+C4                          | 2+0                            | 0+0                            | 0+0                            | PO1                 | 0                   | 0                   | 0                   | 9     | 1     | 0     |
| 2024-2025             | Union Saint-Gilloise  | Division 1A           | 23          | 0           | 0           | 1                     | 0                     | 1                     | 1          | 1          | 0          | C1+C3                          | 1+5                            | 0+0                            | 0+0                            | PO1                 | 5                   | 0                   | 0                   | 36    | 1     | 1     |
| 2025-2026             | Union Saint-Gilloise  | Division 1A           | 4           | 1           | 1           | -                     | -                     | -                     | 1          | 0          | 0          | -                              | -                              | -                              | -                              | -                   | -                   | -                   | -                   | 5     | 1     | 1     |
| Sous-total            | Sous-total            | Sous-total            | 31          | 1           | 1           | 4                     | 1                     | 1                     | 2          | 1          | 0          | -                              | 8                              | 0                              | 0                              | -                   | 5                   | 0                   | 0                   | 50    | 3     | 2     |
| Total sur la carrière | Total sur la carrière | Total sur la carrière | 84          | 6           | 2           | 4                     | 1                     | 1                     | 2          | 1          | 0          | -                              | 8                              | 0                              | 0                              | -                   | 5                   | 0                   | 0                   | 103   | 8     | 3     |

## Palmarès

### En club
|  |  | Union Saint-Gilloise - Championnat de Belgique (1) : - Champion : 2025. - Vice-champion : 2024. - Supercoupe de Belgique (1) : - Vainqueur : 2024. - Finaliste : 2025. |

## Vie privée
Fedde Leysen est le frère de Tobe Leysen, également footballeur professionnel et gardien de but, et de Jorne Leysen, défenseur comme lui mais dans les séries amateurs.